# Accursio Di Leo
Niccolò Accursio Di Leo (Caltabellotta, 5 marzo 1917 – Palermo, 24 agosto 1997) è stato un attore e regista italiano.

## Biografia
Primo di tre figli, fa le sue prime esperienze di teatro già da giovanissimo.
Nel 1942 vince il concorso ed entra all'Accademia d'arte drammatica diretta da Silvio D'Amico. Tra i suoi maestri Anton Giulio Bragaglia, Wanda Capodaglio, Tatiana Pavlova e Guido Salvini; suoi compagni d'accademia sono Vittorio Gassman, Nino Manfredi, Bice Valori, Paolo Panelli, Luciano Salce, Vittorio Caprioli e Adolfo Celi. Nel saggio dell'Accademia, sua prima regia, dirige proprio Gassman. Nel 1948 è aiuto regista di Anton Giulio Bragaglia, e firma le sue prime regie: Orfeo e La voce umana di Jean Cocteau. In seguito da professionista dirige Paolo Ferrari, Arnoldo Foà e Salvo Randone. Nel Teatro Stabile di Catania dirige Turi Ferro, Umberto Spadaro, Turi Pandolfini e molti altri.

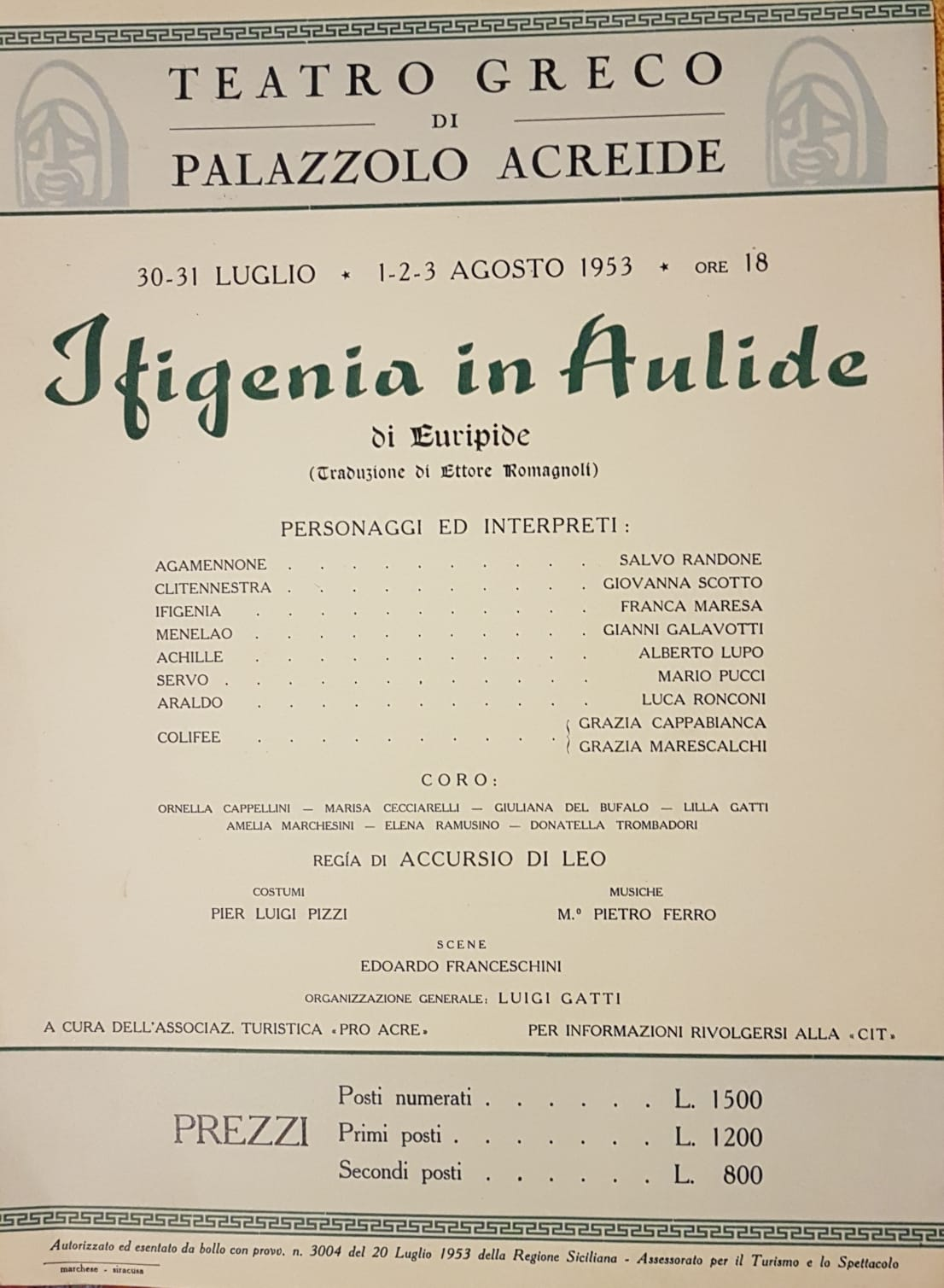
Ifigenia in Aulide (1953), regia Accursio Di Leo con una giovane Marisa Ceciarelli alias Monica Vitti.

Grande conoscitore degli autori classici, in particolare di Pirandello, ma al tempo stesso assertore di un recupero degli autori siciliani popolari e del teatro dialettale, e della rivalutazione di autori poco rappresentati quali Beniamino Joppolo e Rosso di San Secondo, Di Leo è stato anche attore di cinema per registi quali Giuseppe Ferrara e Francesco Rosi; intensa la collaborazione con quest'ultimo, che lo ha voluto in molti suoi film.
Appassionato cultore del teatro medievale, delle antiche laudi e sacre rappresentazioni, si è distinto per la sua opera di regista di eventi religiosi sul territorio (la Casazza di *Collesano, portata in scena nel *1975, nel 1980 e nel *1985, la Dimostranza di San Ciro a Marineo, La Sacra Rappresentazione di Pasqua a Cefalù) e di spettacoli popolari itineranti (Il mastro di campo a Mezzojuso, L'arruccata di li Ventimiglia a Castelbuono).
Accursio Di Leo lasciò il teatro "ufficiale", quello professionistico, che non sentiva più vicino alla propria sensibilità, per dedicarsi a un'opera di animazione culturale, dirigendo corsi di interpretazione scenica in vari centri della Sicilia e seguendo gruppi amatoriali e giovani nei licei.
Notevole è l'opera di regista teatrale svolta da Di Leo soprattutto in Sicilia. Nell'autunno del 1970 il suo spettacolo di folklore siciliano Sicily, land of love fu rappresentato a New York, Long Island, Boston. Accursio Di Leo ha partecipato alla nascita di varie istituzioni, dallo Stabile di Catania al Piccolo Teatro di Palermo. Ha recitato anche per la televisione con i fratelli Taviani e in Casa paterna, di Maurizio Di Liberto.
Ha lavorato anche in Rai sin dagli anni cinquanta, curando la regia di spettacoli televisivi per bambini e a Radio Rai in trasmissioni sul teatro (Teatro fuori le mura) e sulle tradizioni popolari.
Ha lavorato sino all'agosto 1997 mettendo in scena Liolà di Pirandello con il gruppo teatrale I Selinidi di Castelvetrano.
Così lo ricordava Il Giornale di Sicilia con un articolo di Salvatore Rizzo: "Se il teatro siciliano ha potuto fare tesoro del suo patrimonio immenso, tramandando certe sue opere nascoste fino ai nostri giorni e ai nostri giovani, se ha potuto far conoscere oltre lo Stretto l'altra sua faccia che non fosse solo quella ufficiale di Verga, Pirandello, Martoglio... se nutrite schiere di attori si sono formate sulla pratica della scena, tutto questo è merito di Accursio Di Leo che, impavido come un ventenne, continuava ad allestire e a dirigere, a spulciare tra le pieghe dei testi perché anche i più usurati non fossero assaliti dalla noia della consuetudine, cimentandosi, come investito da una missione laica, nella conservazione di una tradizione tra Ottocento e Novecento ma anche nell'entusiastica sperimentazione di nuovi autori, colti e popolari".

## Filmografia
- Il principe ribelle, regia di Pino Mercanti (1947)
- Salvatore Giuliano, regia di Francesco Rosi (1962)
- Il sasso in bocca, regia di Giuseppe Ferrara (1969)
- Il caso Mattei, regia di Francesco Rosi (1972)
- Il caso Pisciotta, regia di Eriprando Visconti (1972)
- Baciamo le mani, regia di Vittorio Schiraldi (1973)
- Lucky Luciano, regia di Francesco Rosi (1973)
- Il viaggio, regia di Vittorio De Sica (1974)
- Cadaveri eccellenti, regia di Francesco Rosi (1976)
- Cristo si è fermato a Eboli, regia di Francesco Rosi (1979)
- Tre fratelli, regia di Francesco Rosi (1981)
- Cento giorni a Palermo, regia di Giuseppe Ferrara (1983)
- Carmen, regia di Francesco Rosi (1984)
- Il cugino americano, regia di Giacomo Battiato (1986)
- Il siciliano, regia di Michael Cimino (1987)